# تپه علی‌آباد ۲
تپه علی‌آباد ۲ مربوط به عصر مس و سنگ -قرن ۳ تا ۵ ه.ق است و در شهرستان دورود، بخش سیلاخور، دهستان سیلاخور، ۱۵۰م جنوب شرقی روستای علی‌آباد واقع شده و این اثر در تاریخ ۲۳ بهمن ۱۳۸۵ با شمارهٔ ثبت ۱۷۲۱۴ به‌عنوان یکی از آثار ملی ایران به ثبت رسیده است.